# Arizona, presó federal
 Arizona, presó federal  (títol original: The Badlanders) és un western estatunidenc, dirigida el 1958 per Delmer Daves i doblada al català.

## Argument
Dos homes són alliberats del centre penitenciari de Yuma a Arizona el 1898. Peter Van Hoek (L'holandès) està a punt d'extreure mineral d'or d'un filó encara inexplotat amb l'objectiu de venjar-se dels que l'han fet empresonar injustament. McBain vol només trobar una vida honrada, però es trobarà enredat per l'Holandès.

## Repartiment
- Alan Ladd: Peter Van Hoek (L'holandès)
- Ernest Borgnine: John McBain
- Katy Jurado: Anita
- Claire Kelly: Ada Winton
- Kent Smith: Cyril Lounsberry
- Nehemiah Persoff: Vincente
- Robert Emhardt: Sample
- Anthony Caruso: Comanche
- Adam Williams: Leslie
- Ford Rainey: Guarda de la presó
- John Daheim: Lee

## Al voltant de la pel·lícula
- Remake de la pel·lícula de John Huston, The Asphalt Jungle, aquesta pel·lícula és treta d'una novel·la de William Riley Burnett del mateix títol.

## Crítica
Western sense massa virtuts, enigmàtic a estones, amb el mateix argument que la Jungla d'asfalt, amb una realització accelerada de Delver Daves, lluny de les seves millors pel·lícules. En tot cas, un ritme àgil i un suspens ben construït.